# Liste von Kirchengebäuden im Bistum Regensburg

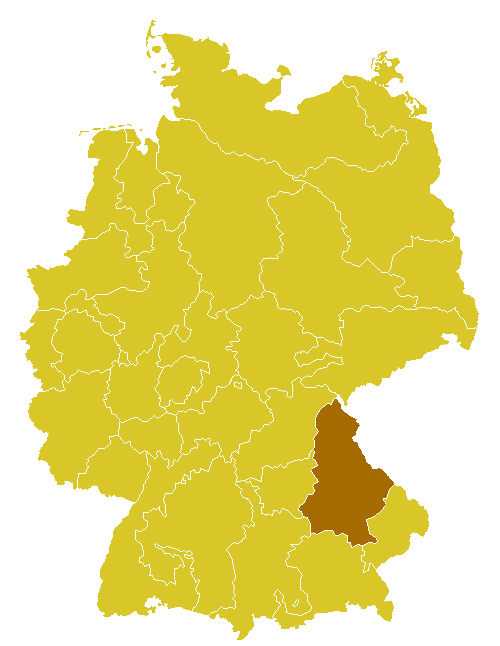
Bistum Regensburg

Die Liste von Kirchengebäuden im Bistum Regensburg ist nach Dekanaten des Bistums Regensburg gegliedert.

## Liste
- Liste der Kirchengebäude im Dekanat Abensberg-Mainburg
- Liste der Kirchengebäude im Dekanat Alteglofsheim-Schierling
- Liste der Kirchengebäude im Dekanat Amberg-Ensdorf
- Liste der Kirchengebäude im Dekanat Bogenberg-Pondorf
- Liste der Kirchengebäude im Dekanat Cham
- Liste der Kirchengebäude im Dekanat Deggendorf-Plattling
- Liste der Kirchengebäude im Dekanat Dingolfing
- Liste der Kirchengebäude im Dekanat Donaustauf
- Liste der Kirchengebäude im Dekanat Eggenfelden
- Liste der Kirchengebäude im Dekanat Frontenhausen-Pilsting
- Liste der Kirchengebäude im Dekanat Geiselhöring
- Liste der Kirchengebäude im Dekanat Geisenfeld
- Liste der Kirchengebäude im Dekanat Kelheim
- Liste der Kirchengebäude im Dekanat Kemnath-Wunsiedel
- Liste der Kirchengebäude im Dekanat Kötzting
- Liste der Kirchengebäude im Dekanat Laaber
- Liste der Kirchengebäude im Dekanat Landshut-Altheim
- Liste der Kirchengebäude im Dekanat Leuchtenberg
- Liste der Kirchengebäude im Dekanat Nabburg
- Liste der Kirchengebäude im Dekanat Neunburg-Oberviechtach
- Liste der Kirchengebäude im Dekanat Neustadt an der Waldnaab
- Liste der Kirchengebäude im Dekanat Pförring
- Liste der Kirchengebäude im Dekanat Regensburg
- Liste der Kirchengebäude im Dekanat Regenstauf
- Liste der Kirchengebäude im Dekanat Roding
- Liste der Kirchengebäude im Dekanat Rottenburg
- Liste der Kirchengebäude im Dekanat Schwandorf
- Liste der Kirchengebäude im Dekanat Sulzbach-Hirschau
- Liste der Kirchengebäude im Dekanat Straubing
- Liste der Kirchengebäude im Dekanat Tirschenreuth
- Liste der Kirchengebäude im Dekanat Viechtach
- Liste der Kirchengebäude im Dekanat Vilsbiburg
- Liste der Kirchengebäude im Dekanat Weiden in der Oberpfalz